# ヴィオラソナタ
ヴィオラ・ソナタは、ヴィオラのためのソナタ。
ピアノとの二重奏ソナタが多いが、無伴奏のヴィオラ・ソナタも近現代には数多く作曲されている。

## 歴史
ロマン派の時代には、ヴィオラは独奏楽器としてはほとんど無視された状態であったこともあり、ヴィオラ・ソナタや独奏曲はあまり残されていない。残された曲のうちでは、ブラームスの2曲のヴィオラ・ソナタ（ただし、いずれも原曲はクラリネット・ソナタ）が有名であり、今日もよく演奏される。
近代以降、プリムローズ、ターティスらヴィオラの独奏者が現れ、ヴィオラ・ソナタや独奏曲も多く書かれるようになってきている。ヴィオラ奏者としても活躍したヒンデミットは、ヴィオラとピアノのためのソナタ、無伴奏ヴィオラソナタを合わせて7曲残した。ショスタコーヴィチの最後の作品となったヴィオラ・ソナタは、作曲者の全作品中でもこのジャンルにおいても重要な作品として、ヴィオリストにとって重要なレパートリーとなっている。

## ヴィオラ・ソナタの一覧
なお、作曲家によって「ソナタ」と銘打たれていない独奏ヴィオラのための作品も取り扱う。

### 無伴奏ヴィオラ・ソナタ
（作曲者の生年順に並べている）
- カンパニョーリ - 41のカプリス 作品22
- カイザー - 練習曲
- フランツ・アントン・ホフマイスター - ヴィオラのための12の練習曲
- ヴュータン - 無伴奏ヴィオラのための奇想曲「パガニーニへのオマージュ」ハ短調 Op.55、無伴奏ヴィオラのための練習曲ハ短調
- レーガー - 3つの無伴奏ヴィオラ組曲 Op.131d
- エミール・ボーンケ - 無伴奏ヴィオラ・ソナタOp.13-2
- ヒンデミット - 無伴奏ヴィオラソナタ〔Op.11-5、Op.25-1、Op.31-4、1937年作曲（作品番号なし）の4曲〕
- ポーター - 無伴奏ヴィオラ組曲
- クルシェネク - 無伴奏ヴィオラ・ソナタ
- ハチャトゥリアン - 無伴奏ヴィオラのためのソナタ・ペスニャ
- ストラヴィンスキー - エレジー CC 96
- リリアン・フックス - 16の幻想的練習曲
- ジョリヴェ - 無伴奏ヴィオラのための5つの牧歌
- ゲンツマー - 無伴奏ヴィオラ・ソナタ（1957年）
- ホルンボー - 無伴奏ヴィオラ・ソナタ
- ホヴァネス - 無伴奏ヴィオラ・ソナタOp.423
- ベルント・アロイス・ツィンマーマン - 無伴奏ヴィオラ・ソナタ（1955年）
- ヴァインベルク - 無伴奏ヴィオラ・ソナタ〔Op.107、Op.123、Op.135、Op.136〕
- リゲティ・ジェルジュ - 無伴奏ヴィオラ・ソナタ（1994年）

### ヴィオラとピアノ
（作曲者の生年順に並べている）
- ディッタースドルフ - ヴィオラ・ソナタ
- ヴァンハル - ヴィオラ・ソナタ 変ホ長調
- カール・シュターミッツ - ヴィオラ・ソナタ
- ベートーヴェン - ヴィオラとピアノのためのノットゥルノ ニ長調 Op.42（1803年）
- フンメル - ヴィオラ・ソナタ 変ホ長調 Op.5-3（1798年）
- オンスロー - ヴィオラ（またはチェロ）・ソナタ第1 - 3番Op.16-1 - 3
- グリンカ - ヴィオラ・ソナタ ニ短調
- メンデルスゾーン - ヴィオラ・ソナタ ハ短調
- シューマン - 「おとぎの絵本」Op.113（独奏ヴィオラとピアノ）
- ヴュータン - ヴィオラ・ソナタ 変ロ長調 Op.36、未完成ソナタ変ロ長調（Op.60）、「エレジー」Op.30
- キール - ヴィオラ・ソナタ　ト短調Op. 67
- アントン・ルビンシテイン - ヴィオラ・ソナタOp.49
- ヨアヒム - ヘブライの旋律Op.9（1855年）、変奏曲ホ長調Op.10（1855年）
- ヌールマン - ヴィオラ・ソナタ ト短調Op.32（1860年）
- ブラームス - ヴィオラ・ソナタ〔第1番ヘ短調Op.120-1、第2番変ホ長調Op.120-2（原曲はクラリネット・ソナタ）〕
- フックス - ヴィオラ・ソナタ ニ短調Op.86
- フィリップ・シャルヴェンカ（英語版） - 幻想ソナタ　ト短調Op. 106 （1899年）
- ケクラン - ヴィオラ・ソナタOp.53（1915年）
- バントック - ヴィオラ・ソナタ「コーリーン」（1919年）
- パウル・ユオン - ヴィオラ・ソナタOp.15
- セルゲイ・ワシレンコ - ヴィオラ・ソナタOp.46
- ジョンゲン - ヴィオラとピアノのためのコンチェルティーノOp.111（1940年）、序奏と舞曲Op.102、アンダンテ・エスプレーシーヴォ（1900年）
- ブロッホ - ヴィオラとピアノのための組曲（1919年）
- ロスラヴェッツ - ヴィオラ・ソナタ第1番（1926年）、第2番
- バックス - ヴィオラ・ソナタ ハ短調 （1922年）
- ハチャトゥリアン - ヴィオラとピアノのための組曲（1929年）
- ボウエン - ヴィオラ・ソナタ第1番 ハ短調 Op.18 （1905年）、第2番 ヘ長調 Op.22 （1906年）、チェロまたはヴィオラとピアノのための「協奏曲のアレグロ」ニ短調 （1906年）、ヴァイオリンまたはヴィオラとピアノのための「G線上のメロディ」変ト長調 Op.47 （1917年）、ヴィオラとピアノのための「C線上のメロディ」ヘ長調Op.51（1918年）、ヴィオラとピアノのための幻想曲 ヘ長調 Op.54 （1918年）、ヴィオラとピアノのための狂詩曲 ト短調 Op.149 （1955年）、ヴィオラとピアノのための小品 変ホ調 （1960年）、ヴィオラとピアノのための序奏とアレグロ ニ短調（1961年）
- ベンジャミン・デイル - ヴィオラとピアノのための「組曲」ニ短調Op.2 (1906年)、ヴィオラとピアノのための「幻想曲」ニ長調Op.4 (1909年)
- レベッカ・クラーク - ヴィオラ・ソナタ（1919年）、子守歌（1913年）、心を静めよう(古いスコットランドの旋律より)（1944年）、モルフェウス(眠りの神)（1917－18年）、ヴィオラのための無題の小品（1917－18年）
- ボフスラフ・マルティヌー - ヴィオラ・ソナタ（1955年）
- ブリス - ヴィオラ・ソナタ（1933年）
- オネゲル - ヴィオラ・ソナタ（1920年）
- ミヨー - 『四つの顔』Op.238（1943年）、ヴィオラ・ソナタ〔第1番Op.240、第2番Op.244（1944年）〕
- アーサー・ベンジャミン - ヴィオラ・ソナタ ホ短調（1922年）
- ヒンデミット - ヴィオラ・ソナタ〔Op.11-4、Op.25-4、1939年作曲 の3曲〕
- ゴードン・ジェイコブ - ヴィオラ・ソナタ第1番（1949年）、第2番（1978年）
- ジェラール - ヴィオラ・ソナタ（1946年）
- アラン・ブッシュ - ヴィオラとピアノのためのソナティナOp.88、ヴィオラとピアノのための2つのメロディOp.47
- ウラデミール・クリュコフ - ヴィオラ・ソナタOp.15
- シェバーリン - ヴィオラ・ソナタ
- ヴァレリアン・ボグダーノフ＝ベレゾフスキー（ロシア語版） - ヴィオラ・ソナタOp.44
- レノックス・バークリー - ヴィオラ・ソナタOp.22
- 諸井三郎 - ヴィオラ・ソナタ Op.11（1935年）
- アラン・ローソーン - ヴィオラ・ソナタ
- ロス・リー・フィニー（英語版） - ヴィオラ・ソナタ
- ショスタコーヴィチ - ヴィオラ・ソナタ Op.147（1975年）
- カール・ヘラー - ヴィオラ・ソナタ
- ゲンツマー - ヴィオラ・ソナタ、ヴィオラとピアノのためのソナティネ
- ニーノ・ロータ - ヴィオラ・ソナタ
- ブリテン - 『ラクリメ-ダウランドの歌曲の投影』Op.48（1950）
- ジュリアン・クレイン - ヴィオラ・ソナタ
- グレゴリー・フリード（英語版） - ヴィオラ・ソナタOp.62-1
- リュイス・ベネハム - ヴィオラ・ソナタ「楽興の時」
- パメラ・ハリソン（英語版） - ヴィオラ・ソナタ（1946年）
- ピエール・サンカン - ヴィオラ・ソナタ（1961年）
- ラースロー・ヴァイネル（英語版、フランス語版） - ヴィオラ・ソナタ
- マルコム・アーノルド - ヴィオラ・ソナタOp.17
- 石井歓 - ヴィオラ・ソナタ（1962年）
- ハンス・ヴェルナー・ヘンツェ - ヴィオラ・ソナタ（1979年）[1]
- 矢代秋雄 - ヴィオラ・ソナタ（1949年）
- 武満徹 - 鳥が道に降りてきた（A Bird came down the Walk, 1994年）
- 林光 - ヴィオラ・ソナタ「プロセス」（2002年）
- リーバーマン - ヴィオラ・ソナタOp.13（1984年）